# Božidar Finka
Božidar Finka, hrvaški jezikoslovec, akademik,  * 19. december, 1925, Sali (Hrvaška), † 17. maj, 1999, (?).
Finka je po končani gimnaziji v Splitu, kjer je tudi maturiral, nadaljeval študij na Filozofski fakulteti v Zagrebu in leta 1952 tam diplomiral.
V letih od 1973 do 1977 in od 1982 do 1987 je bil ravnatelj Inštituta za hrvaški jezik v Zagrebu.
Od leta 1988 je bil redni član Hrvaške akademije znanosti in umetnosti.

## Dela
- »Hrvatski pravopis«, v soavtorstvu z Stjepanom Babićem in Milanom Mogušem